# 布列塔尼地区多勒站
布列塔尼地区多勒站，简称多勒站，是法国的一个铁路车站，位于法国西北部城市布列塔尼地区多勒。
布列塔尼地区多勒是一个铁路枢纽，雷恩－圣马洛铁路和利松－朗巴勒铁路在此交汇，可前往四个不同的方向。

## 位置
布列塔尼地区多勒站位于布列塔尼地区多勒市区的南部。车站大致呈南北走向，开口朝西。

## 站名
布列塔尼地区多勒站所在城市名称为布列塔尼地区多勒（法語：Dol-de-Bretagne），按照中文音译则为布列塔尼地区多勒。由于该名称较长，该站在很多场合（例如SNCF的客户端、车站自动报站等）都被简称为多勒站。但值得注意的是，在法国东部汝拉省有一座城市叫做多勒（法語：Dole），其法语发音和"Dol"完全相同，为防止混淆，后者所对应的火车站被命名为多勒城站，但亦可简称"多勒站"。不过，由于两地相隔较远，且没有任何一个车站同时拥有前往这两个地方的列车，因此在实际生活中将两站搞混的可能性并不大。

## 设施
布列塔尼地区多勒站设有人工售票窗口，其开放时间如下：
- 周一：6:30~13:30和14:00~19:00
- 周二至五：7:30~13:30和14:00~19:00
- 周六：8:30~12:30和14:00~18:00
- 周日及节假日：10:00~13:30和14:00~18:20

此外，布列塔尼地区多勒站还设有自动售票机等设施。

## 停靠线路
以下列车线路在布列塔尼地区多勒站停靠：
| 布列塔尼地区多勒站列车线路表 |      |             |                     |              |
| 线路                         | 车种 | 上一站      | 下一站              | 大致运行频率 |
| 巴黎—圣马洛                  | TGV  | 雷恩        | 圣马洛              | 每天2趟左右  |
| 雷恩—圣马洛                  | TER  | 孔堡/博内曼 | 拉弗勒奈/圣马洛     | 每天7~17趟   |
| 雷恩—卡昂                    | TER  | 雷恩        | 蓬托尔松-圣米歇尔山 | 每天2~6趟    |
| 多勒—迪南/朗巴勒/圣布里厄    | TER  | （起点）    | 普雷尔盖尔/迪南     | 每天6趟左右  |
| 1.                           |      |             |                     |              |

## 配套交通

### 长途客车
| 停靠布列塔尼地区多勒站的大巴车 |                               |                                                                      |
| 上下车地点                     | 运营单位                      | 主要目的地                                                           |
| 布列塔尼地区多勒站门口         | 伊勒-维莱讷省城际客运 Illenoo | - 17a线：拉布萨克、普莱讷富热尔、蓬托尔松                            |
| 布列塔尼地区多勒站门口         | SNCF Car TER                  | 当某条铁路线施工或罢工时，SNCF可能也会提供途径该线路沿途站点的大巴车 |
| 1. 2. 3.                       |                               |                                                                      |

### 市内交通
布列塔尼地区多勒站附近暂无城市公共交通线路。

### 社会车辆
布列塔尼地区多勒站门口设有社会车辆停车场。

## 临近车站
| 布列塔尼地区多勒站（Gare de Dol-de-Bretagne） |                  |                      |
| 上行车站                                      | 线路             | 下行车站             |
| 博内曼站 8.5km ←                              | 雷恩－圣马洛铁路 | 拉弗勒奈站 → 9.2km   |
| 蓬托尔松-圣米歇尔山站 21.7km ←                | 利松－朗巴勒铁路 | 普雷尔盖尔站 → 8.3km |
| - 本表仅显示运营中的线路及车站                |                  |                      |